# Philodendron propinquum
Philodendron propinquum är en kallaväxtart som beskrevs av Heinrich Wilhelm Schott. Philodendron propinquum ingår i släktet Philodendron och familjen kallaväxter. Inga underarter finns listade.